# San Antonio, Zongolica
San Antonio är en ort i Mexiko.   Den ligger i kommunen Zongolica och delstaten Veracruz, i den sydöstra delen av landet, 250 km öster om huvudstaden Mexico City. San Antonio ligger 1 255 meter över havet och antalet invånare är 167.
Terrängen runt San Antonio är mycket bergig. Runt San Antonio är det ganska tätbefolkat, med 222 invånare per kvadratkilometer. Närmaste större samhälle är Zongolica, 13,8 km nordväst om San Antonio. I omgivningarna runt San Antonio växer i huvudsak städsegrön lövskog.